# Чемодуровы
Чемодуровы — два старинных русских дворянских рода.
Согласно летописным свидетельствам, история родов этой фамилии восходит к XVII веку. Первый род Чемодуровых был записан Губернским дворянским депутатским собранием в VI часть дворянской родословной книги Орловской губернии.
Второй род этой фамилии был записан в VI часть родословных книг Казанской и Самарской губерний и был утверждён Герольдией Правительствующего Сената в древнем (столбовом) дворянстве. Из этого рода происходил Александр Александрович Чемодуров (1850—?), состоявший самарским губернским предводителем дворянства в 1896—1905 годах.

## Описание герба
Щит разделен на четыре части, из них в первой в голубом, во второй в серебряном полях, изображен золотой крест и под ним подкова, шипами вниз обращенная. В третьей части, в золотом поле, выходящая из облаков рука с мечом. В четвертой части, в красном поле, находится серебряная крепость.
На щите дворянский коронованный шлем. Нашлемник: три страусовых пера. Намёт на щите голубой и серебряный, подложенный золотом и красным. Щит держат лев и воин, имеющий в руках пику. Герб второго дворянского рода Чемодуровых был записан в Часть IX Общего гербовника дворянских родов Всероссийской империи, страница 116 .